# Bogenhof
Bogenhof ist ein Ortsteil der Stadt Velburg im Landkreis Neumarkt in der Oberpfalz in Bayern.

## Ortsname
Der Ortsname kann als „zum Hof am Bogen, an der Biegung“ gedeutet werden.

## Geographische Lage
Die Einöde Bogenhof liegt im Oberpfälzer Jura der Fränkischen Alb etwa 2 km nordöstlich von Deusmauer in der Flur Bogenhofer Höhe auf 520 m über NHN.

## Verkehr
Bogenhof ist über eine Ortsverbindungsstraße zu erreichen, die von der Kreisstraße NM 25 abzweigt und weiter zum Velburger Ortsteil Richthof führt.

## Geschichte
Die Einöde in der bayerisch-herzoglichen, ab 1505 pfalz-neuburgischen und später bayerisch-kurfürstlichen, jeweils an Adelige vergebenen Herrschaft Helfenberg ist 1588 in einer Amtstafel der Herrschaft verzeichnet. Auf dem Anwesen saß am Ende des Alten Reiches, um 1800, der Untertan Kellermann.
Im Königreich Bayern (1806) wurde um 1810 der Steuerdistrikt Deusmauer im Landgericht Parsberg gebildet, dem neben Deusmauer die Einöden Bogenhof und Wasenmeisterhütte angehörten. Mit dem Gemeindeedikt vom 15. Mai 1818 wurde daraus die Ruralgemeinde Deusmauer, die aus dem Dorf Deusmauer und den Einöden Bogenhof und Fallmeisterei bestand. In der Einöde Bogenhof wohnten
- 1836 16 Einwohner (2 Häuser),[6]
- 1867 9 Einwohner (4 Gebäude),[7]
- 1875 12 Einwohner (6 Gebäude; an Großviehbestand 6 Stück Rindvieh),[8]
- 1900 7 Einwohner (1 Wohngebäude),[9]
- 1925 13 Einwohner (1 Wohngebäude),[10]
- 1938 10 Einwohner (7 Katholiken, 3 Protestanten),[11]
- 1950 14 Einwohner (2 Wohngebäude).[12]
- 1987 bestand der Ortsteil aus einem Wohngebäude, das unbewohnt war.[13]

Im Zuge der bayerischen Gebietsreform wurde am 1. Januar 1972 die Gemeinde Deusmauer und damit auch der Bogenhof in die Stadt Velburg eingegliedert.
Heute wird das Gut Bogenhof als Christbaumplantage genutzt.

### Kirchliche Verhältnisse
Der Bogenhof gehörte von altersher zur katholischen Pfarrei Oberwiesenacker im Eichstätter Diözesangebiet. Die Pfarrei wurde unter Pfalz-Neuburg 1552 lutherisch. Die Rekatholisierung erfolgte 1626. Den jeweiligen Glaubenswechsel mussten alle Untertanen vollziehen, auch die Bewohner des Bogenhofes. Am Bogenhof steht eine denkmalgeschützte Marienkapelle aus dem 18. Jahrhundert.

## Sage von der Spatzenvertreibung
Ein reisender Wildbretschütze, der auf dem Bogenhof übernachtete, vertrieb aus Dank die Spatzen; deshalb seien dort seit Menschengedenken keine Spatzen mehr anzutreffen.